# Grundsicherungsgesetz
Das Gesetz über eine bedarfsorientierte Grundsicherung im Alter und bei Erwerbsminderung (Grundsicherungsgesetz – GSiG) war ein Gesetz, das eine Sozialleistung definierte für Personen, die entweder das gesetzliche Rentenalter erreicht hatten oder dauerhaft voll erwerbsgemindert im Sinne der Rentenversicherung waren.
Mit dem Gesetz wollte die deutsche Bundesregierung der sogenannten „versteckten Altersarmut“ entgegentreten. Viele bedürftige Rentner stellten nämlich keinen Antrag auf Leistungen der Sozialhilfe, weil dies zwangsläufig dazu geführt hätte, dass die Kinder im Rahmen der Unterhaltspflicht dazu verpflichtet worden wären, für den Unterhalt ihres Elternteils aufzukommen. Um dies zu erreichen, war bei der Grundsicherung ein Rückgriff auf die Unterhaltsverpflichteten ausgeschlossen, sofern diese ein Jahreseinkommen von weniger als 100.000 Euro hatten.
Um Verwaltungsaufwand zu sparen, wurden viele spezialisierte Regeln der Sozialhilfe nicht in die Grundsicherung übernommen. So war etwa eine Anpassung des Regelsatzes in der Grundsicherung ausgeschlossen. Ebenso konnten keine einmaligen Leistungen beansprucht werden; um dies zu kompensieren, fand ein pauschaler Aufschlag von 15 Prozent auf den Regelsatz der Sozialhilfe statt. Außer dem Mehrbedarf wegen Gehbehinderung waren bei der Grundsicherung keine Mehrbedarfe vorgesehen. Die Kosten der Unterkunft wurden nur in Höhe der angemessenen Aufwendungen übernommen, eine Übergangsregelung oder eine Härtefallklausel gab es in der Grundsicherung nicht. Bei stationärer Unterbringung wurde nur ein Betrag in Höhe der angemessenen Unterkunftskosten für eine Wohnung übernommen.
Die Anrechnung von Einkommen und Vermögen war im Wesentlichen wie in der Sozialhilfe geregelt. Neben dem Einkommen des Antragstellers war auch das Einkommen des nicht dauerhaft getrennt lebenden Ehegatten zu berücksichtigen, soweit es den fiktiven Bedarf überschritt, den der Ehegatte hätte, wenn er selbst Grundsicherung beziehen würde. Kindergeld war aber bei der Grundsicherung (anders als in der Sozialhilfe) nicht Einkommen des Kindes und dementsprechend nicht anzurechnen. Anders als in der Sozialhilfe galt bei der Grundsicherung keine Vermutung der Bedarfsdeckung in der Haushaltsgemeinschaft.
Zuständig für die Grundsicherung war die Kommune (Landkreis oder kreisfreie Stadt), in der der Antragsteller seinen gewöhnlichen Aufenthalt hat; die Länder konnten hier aber abweichende Regelungen treffen. Neben den Grundsicherungsämtern waren auch die Rentenversicherungsträger verpflichtet, in Fragen der Grundsicherung zu beraten. Für das Verwaltungsverfahren war beim Grundsicherungsgesetz das SGB X nicht anwendbar, stattdessen galten die landesrechtlichen Vorschriften zum Verwaltungsverfahren.
Der Bewilligungszeitraum betrug ein Jahr und dauerte in der Regel vom 1. Juli bis zum 30. Juni des nächsten Jahres, zeitgleich mit der Rentenfestsetzung und der damit verbundenen Anpassung der Regelsätze der Sozialhilfe. Die den Ländern entstehenden Kosten durch die Grundsicherung erstattete der Bund durch die Erhöhung der Zuschüsse zum Wohngeld.
Zum 1. Januar 2005 trat das Grundsicherungsgesetz außer Kraft, die Regelungen wurden in Form der Grundsicherung im Alter und bei Erwerbsminderung Teil des neuen SGB XII und damit der Sozialhilfe. Dies löste eines der größten Probleme der Grundsicherung, nämlich dass die Grundsicherung häufig nicht bedarfsdeckend war, insbesondere bei einmaligen Bedarfen und noch viel mehr bei stationärer Unterbringung und dann doch Leistungen der Sozialhilfe in Anspruch genommen werden mussten.